# François Bokona Wipa Bondjali
François Bokona Wiipa Bondjali, né le 28 novembre 1966 à Inongo, est un avocat, juriste, professeur de droit et homme politique du Congo Kinshasa. Il a été nommé depuis le 14 mai 2018 comme juge à la Cour constitutionnelle de la république démocratique du Congo par l'ordonnance présidentielle n° 18/038 du 14 mai 2018 portant nomination des membres de la Cour constitutionnelle,. Voir site officiel

## Biographie
François Bokona Wiipa Bondjali est né le 28 novembre 1966 à Inongo, chef-lieu de la province de Mai-Ndombe en république démocratique du Congo.
Il est juriste, docteur en droit de l'université de Kinshasa depuis le 28 avril 2018. Il obtient son doctorat avec la mention « la plus grande distinction », à l'issue de la soutenance d'une thèse intitulée : Pour un nouveau paradigme de gouvernance des eaux du Bassin du Congo. Contribution à la réflexion sur la requalification de l’hydro-solidarité et ses implications en droit international,,.
À la suite de la défense de sa thèse, Bokona a reçu le titre de docteur en droit de l'université de Kinshasa. 
De 1987 à 1995, il est étudiant au département de droit international public et relations internationales à la faculté de droit de l'université de Kinshasa. Ensuite il est assistant, puis chef de travaux à la même faculté.
De 1979 à 1985, il étudie au petit séminaire de Bokoro (Institut Maï-Ndombe) où il finit ses études secondaires en latin. 

## Cursus au barreau
Du 27 mars 1996 au 21 mai 2018, il est avocat au barreau de Kinshasa/Gombe.
En 1998, il est lauréat à la session de formation des avocats stagiaires, promotion « bâtonnier Pascal Ndudi-Ndudi », ce qui lui vaut de représenter les barreaux de la république démocratique du Congo au cycle de formation internationale des barreaux membres de la CIB, École de formation du barreau de Paris (EFB/Paris) et de suivre un stage à la délégation des barreaux de France auprès des institutions européennes à Bruxelles en 1998.

## Cursus académique
Il est professeur au département de droit international public et relations internationales à la faculté de droit de l'université de Kinshasa.
Il dispense les cours des organisations internationales et de droit communautaire africain (Première année de licence). Il assure aussi le séminaire des organisations internationales en deuxième année de licence de la même faculté.
De 1996 à 2006, il est assistant, puis chef de travaux (2006–2018) dans ce même département.

## Carrière politique
Il est juge à la Cour constitutionnelle, désigné par la composante parlement,,.
En 2006, il est élu député national à la circonscription électorale d’Inongo dans le Mai-Ndombe, puis réélu aux élections législatives du 28 novembre 2011.
En 2012, il est élu président de la commission politique, administrative et juridique de l’Assemblée nationale.
De 1999 à 2000, il est conseiller juridique à la présidence de la République.
De 2001 à 2002, il est conseiller juridique du ministre des Droits humains.
Depuis 2014, il est le chef de la délégation de l’Assemblée nationale et co-représentant du parlement de la république démocratique du Congo aux 130e, 131e, 133e, 135e, 137e, 138e assemblées de l’Union interparlementaire (UIP)/Genève.
François Bokona a participé à plusieurs conférences, symposiums nationaux et internationaux sur la paix, la justice, la démocratie, les droits de l'homme, l’environnement, etc.

### Ouvrages
- Aubin Minaku et François Bokona, Lexique des assemblées politiques délibérantes, Academia l'Harmattan, 2014, 176 p. (ISBN 978-2-8061-0130-3, présentation en ligne).

### Thèses et mémoires
- François Bokona, Le Cadre normatif de la protection des eaux douces en république démocratique du Congo à l’aune du droit international (Mémoire de DES, Département de droit international public et relations internationales, faculté de droit), Kinshasa, université de Kinshasa, 2014, p. 214.
- François Bokona, Pour un nouveau paradigme de gouvernance des eaux du Bassin du Congo : contribution à la réflexion sur la requalification de l’hydro-solidarité et ses implications en droit international (Thèse de doctorat en droit, Département de droit international public et relations internationales, faculté de droit), Kinshasa, université de Kinshasa, 2018, p. 484.

### Articles de revue
- François Bokona, La Mission des Nations unies au Congo, MONUC : Fondement et régime en droit international, 2005 (publication cataloguée à la Librairie du Royal Museum for central Africa, Terrurem, Belgique).
- François Bokona, « Le recours à la Commission mixte comme mécanisme de coordination des organismes de (sous) bassin dans le Bassin du Congo », Revue de Droit Africain, Belgique,‎ 2017, p. 265-310 (ISSN 1372-6439).
- François Bokona, « Monuc : Eclipse de l’action coercitive par le maintien de la paix », Université de Kinshasa, Faculté des sciences sociales, politiques et administratives,‎ 2004.
- François Bokona, « Pouvoirs et contrôle dans les organismes de sous-bassins du Bassin du Congo : réflexions sur quelques limites juridiques », Revue de droit africain,‎ 2017, p. 163-199 (ISSN 1372-6439).
- François Bokona, « Protection juridique des eaux des cours d’eau en République démocratique du Congo », Université de Kinshasa, Mouvements et enjeux sociaux, Revue de la chaire de Dynamique sociale, Faculté des sciences sociales, politiques et administratives,‎ 2004.